# أريلد أندرسن
أريلد أندرسن (بالنرويجية البوكمول: Arild Andersen)‏ هو لاعب كرة قدم نرويجي، ولد في 9 يناير 1972 في برغن في النرويج. لعب مع نادي سوغندال لكرة القدم ونادي هاوغسوند.

## وصلات خارجية
- أريلد أندرسن على موقع اتحاد النرويج (النرويجية)